# Constantino Gómez Villa
Constantino Gómez Villa OFMCap (* 11. April 1891 in La Aldea del Puente; † 22. März 1981) war ein spanischer römisch-katholischer Ordensgeistlicher und Apostolischer Vikar von Caroní.

## Leben
Constantino Gómez Villa trat der Ordensgemeinschaft der Kapuziner bei und empfing am 8. April 1908 das Sakrament der Priesterweihe.
Am 14. Juli 1938 ernannte ihn Papst Pius XI. zum Titularbischof von Cucusus und zum Apostolischen Vikar von Caroní. Der Apostolische Nuntius in Venezuela, Erzbischof Luigi Centoz, spendete ihm am 18. Dezember desselben Jahres die Bischofsweihe; Mitkonsekratoren waren der Bischof von Calabozo, Arturo Celestino Álvarez, und der Bischof von Valencia en Venezuela, Gregorio Adam Dalmau.
Gómez Villa nahm an allen vier Sitzungsperioden des Zweiten Vatikanischen Konzils teil. Am 11. Oktober 1967 nahm Papst Paul VI. das von Constantino Gómez Villa vorgebrachte Rücktrittsgesuch an.